# Château de Valliguières
Le château de Valliguières est un château situé à Valliguières, dans le département du Gard et la région Languedoc-Roussillon.

## Histoire
Ce château fait l’objet d’une inscription au titre des monuments historiques depuis le 6 janvier 1988.
Il est aujourd'hui propriété d'une personne privée.